# 阿尔韦特·科斯塔
（1975年6月25日—），西班牙前职业网球运动员，曾在2002年法國網球公開賽摘下男單冠軍。他也曾獲得2000年夏季奧林匹克運動會網球男子雙打銅牌。

## 大滿貫

### 男單冠軍（1）
| 年份 | 比賽 | 場地 | 決賽對手 | 對手國籍 | 勝方比分           |
| ---- | ---- | ---- | -------- | -------- | ------------------ |
| 2002 | 法網 |      | 费雷罗   | 西班牙   | 6-1, 6-0, 4-6, 6-3 |

## 外部連結
- 阿尔韦特·科斯塔（英文/西班牙文）的官方資料
- 阿尔韦特·科斯塔的國際網球總會 職業／青少年 官方資料（英文）
- 阿尔韦特·科斯塔的官方資料（英文）